# Mahamadpur (Rautahat)
Mahamadpur (nep. महमदपुर) – gaun wikas samiti w środkowej części Nepalu  w strefie Narajani w dystrykcie Rautahat. Według nepalskiego spisu powszechnego z 2001 roku liczył on 960 gospodarstw domowych i 6553 mieszkańców (3186 kobiet i 3367 mężczyzn).